# Петрусін
Петрусін (пол. Pietrusin) — село в Польщі, у гміні Стромець Білобжезького повіту Мазовецького воєводства.
Населення — 38 осіб (2011).
У 1975—1998 роках село належало до Радомського воєводства.

## Демографія
Демографічна структура станом на 31 березня 2011 року:
|          | Загалом | Допрацездатний вік | Працездатний вік | Постпрацездатний вік |
| -------- | ------- | ------------------ | ---------------- | -------------------- |
| Чоловіки | 19      | 5                  | 13               | 1                    |
| Жінки    | 19      | 6                  | 11               | 2                    |
| Разом    | 38      | 11                 | 24               | 3                    |